# Cseri Miklós
Cseri Miklós (Miskolc, 1957. március 21. –) etnográfus, muzeológus, 1996 óta a Szentendrei Szabadtéri Néprajzi Múzeum főigazgatója.

## Életútja
1977 és 1982 között végezte el a debreceni Kossuth Lajos Tudományegyetem néprajz–történelem szakát. Már diplomaszerzése előtt, 1981-ben a miskolci Herman Ottó Múzeum alkalmazottja lett, és itt dolgozott egészen 1987-ig, amikor Szentendrére került. Először kutatói állást kapott a Szentendrei Szabadtéri Néprajzi Múzeumban, majd 1989-ben a skanzen tudományos titkára, 1993-ban főigazgató-helyettese, 1994-ben megbízott főigazgatója lett. Főigazgatói állásában 1996-ban véglegesítették, a 2014-ig eltelt időszakban négy tájegység épült fel az általa vezetett intézményben: Bakony, Balaton-felvidék (2000); Dél-Dunántúl (2005); felföldi mezőváros (2006); észak-magyarországi falu (2010). Muzeológusi pályájával párhuzamosan 1991-ben Finnországban, 1993-ban Belgiumban, 1995-ben pedig Hollandiában végzett kutatásokat ösztöndíjjal.
2014. július 15-étől 2015 februárjáig főigazgatói feladatai mellett az Emberi Erőforrások Minisztériumán belül a kultúráért felelős államtitkárság helyettes államtitkára volt.

## Munkássága
Fő kutatási területe a magyar népi építészet és életmód, valamint múzeumi bemutatásuk vonatkozásai, múzeumvezetési módszertani kérdések, a népi épületek műemlékvédelme, a kulturális örökség és a turizmus összefüggéseinek vizsgálata.

## Társasági tagságai
Több szakmai szervezet munkájában részt vesz, választmányi tagja a Magyar Néprajzi Társaságnak, alelnöke volt a Pulszky Társaságnak (1998–2002), alelnöke (1999–2003), majd elnöke (2003–2009) az Európai Szabadtéri Múzeumok Szövetségének, elnöke az ICOM magyar nemzeti bizottságának (2002–2008, 2012–), emellett részt vesz a Magyar Tudományos Akadémia néprajzi bizottságának munkájában is.

## Díjai, elismerései
1991-ben elnyerte a fiatal néprajzkutatók Jankó János-díját, 1999-ben Pest Megye Közművelődésért díját, 2000-ben a Pro Urbe Szentendre kitüntetést, 2002-ben a Móra Ferenc-díjat, 2003-ban a Belga Királyi Lovagrend tisztikeresztjét, 2009-ben a Szent-Györgyi Albert Rotary-díjat, 2009-ben a Magyar Köztársasági Érdemrend tisztikeresztjét, 2011-ben pedig a Pro Turismo díjat. 2021-ben Martin György-díjat kapott.
2008-ban Szentendre díszpolgárává választották.

## Főbb művei
- Népi építészet és lakáskultúra a Szuha-völgyben. Debrecen: KLTE. 1987.  = Gömör Néprajza,  ISBN 963-471-459-5
- Szabadtéri Néprajzi Múzeum Szentendre. Szerk. Cseri Miklós, Füzes Endre. Szentendre: Szabadtéri Néprajzi Múzeum. 1997.  ISBN 9637376224
- Néprajz és muzeológia: Tanulmányok a népi építészet és a múzeumi etnográfia köréből. Debrecen: Debreceni Egyetem Néprajzi Tanszék. 2009.  = Studia Folkloristica et Ethnographica,  ISBN 9789634732990
- Cseri Miklós–Sári Zsolt: Elképzelt álmok, megvalósult történetek. A Skanzen első ötven éve, 1967–2017; Szabadtéri Néprajzi Múzeum, Szentendre, 2018
- Fedezze fel a vidéki Magyarországot! Kiállításvezető; szerk. Cseri Miklós, Horváth Anita, Szabó Zsuzsanna; Szabadtéri Néprajzi Múzeum, Szentendre, 2018